# Élections municipales de 2014 à Hénin-Beaumont
Pour un article plus général, voir Élections municipales de 2014 dans le Pas-de-Calais.
Les élections municipales de 2014 à Hénin-Beaumont ont eu lieu le 23 mars 2014 dans la ville d'Hénin-Beaumont (Pas-de-Calais). Le second tour, prévu nationalement pour le 30 mars 2014, n'a pas lieu du fait de la victoire du groupe Rassemblement bleu Marine du candidat Steeve Briois avec 50,25 % des voix exprimées.
Nationalement, Hénin-Beaumont a été la première grande ville à élire un maire du Front national (FN) dès le premier tour. Steeve Briois devient maire de la commune, le FN remporte 28 sièges sur 35, tandis que les groupes menés par les anciens maires Eugène Binaisse (2010-2014) et Gérard Dalongeville (2001-2009) deviennent l'opposition locale, ils obtiennent respectivement six et un sièges.

## Mode de scrutin
Le mode de scrutin à Hénin-Beaumont est celui des villes de plus de 1 000 habitants : la liste arrivée en tête obtient la moitié des sièges du conseil municipal. Le reste est réparti à la proportionnelle entre toutes les listes ayant obtenu au moins 5 % des suffrages exprimés. Un deuxième tour est organisé si aucune liste n'atteint la majorité absolue et au moins 25 % des inscrits au premier tour. Seules les listes ayant obtenu aux moins 10 % des suffrages exprimés peuvent s'y présenter. Les listes ayant obtenu au moins 5 % des suffrages exprimés peuvent fusionner avec une liste présente au second tour.
Comme partout en France, à compter de cette élection, les délégués d'une commune au sein du conseil des communautés de communes, des syndicats d'agglomération nouvelle, des communautés d'agglomération, des communautés urbaines et des métropoles  sont élus lors des élections municipales. Hénin-Beaumont est rattachée à la communauté d'agglomération d'Hénin-Carvin.
Le nombre de sièges à pourvoir au conseil municipal est fonction du nombre d'habitants. La commune d'Hénin-Beaumont comptant 26 868 habitants au dernier recensement du jour de l'élection, le nombre de sièges est de 35. Les seuils se situent entre 20 000 exclu et 30 000 habitants.

## Contexte
Lors des élections municipales de 2008 à Hénin-Beaumont, la liste PS-PCF-PRG-MRC menée par Gérard Dalongeville est élue. L'année suivante, Gérard Dalongeville est mis en examen pour détournement de fonds publics et est suspendu de ses fonctions.
Les habitants d'Hénin-Beaumont sont ainsi rappelés à voter les 28 juin et 5 juillet 2009 afin d'élire leur nouveau maire. Neuf listes sont en lice au premier tour, puis deux au second. La liste Front national (FN) menée par Steeve Briois termine en tête avec 39,33 % des exprimés et se retrouve contre la liste divers gauche (DVG) menée par Daniel Duquenne, arrivée deuxième avec 20,20 %. Au second tour, la liste DVG menée par Daniel Duquenne remporte l'élection avec 52,38 % contre 47,62 % pour la liste FN,.
L'ancien maire demande l'annulation de l'élection municipale, car Daniel Duquenne ne peut pas prétendre à un poste de conseiller municipal. Celui-ci est déjà chargé de mission au conseil régional du Nord-Pas-de-Calais en tant que directeur régional. Ce qui est interdit. En 2010, après avoir fait un accident vasculaire cérébral, il démissionna de son poste de maire, puis de son poste de conseiller municipal. Eugène Binaisse, son premier adjoint, devient ainsi maire de la ville jusqu'en 2014. Lors d'un mandat aux conseils municipaux assez agités, où la marge de manœuvre financière de la municipalité est limité par un fort endettement, ce maire se montre plutôt effacé, et n'établit pas de proximité avec ses administrés, comme le racontera la journaliste Haydée Sabéran dans Bienvenue à Hénin-Beaumont, publié en février 2014.
Hénin-Beaumont est une terre de gauche,. Selon un sondage Conseil, sondage et analyse (CSA), le maire sortant Eugène Binaisse était noté d'une moyenne de 5,6 / 10. À titre de comparaison, toujours sur dix, Alain Juppé était noté de 7,3 ; Martine Aubry de 5,9 ; Bertrand Delanoë de 5,6 et Jean-Claude Gaudin à 5,3. Néanmoins, 60 % des sondés disent qu'il faut changer l'action municipale en profondeur. Et les médias qui s'intéressent à la campagne électorale estiment que le maire sortant a de fortes chances d'être battu.

## Campagne des têtes de liste

### Front national
Le Front national présente une liste menée par Steeve Briois. Maryse Poulain est en deuxième place et Laurent Brice à la troisième.
Contrairement aux élections municipales partielles de 2009, Marine Le Pen ne se place pas en deuxième position mais à une place dite symbolique afin d'éviter un cumul des mandats.

### Parti socialiste

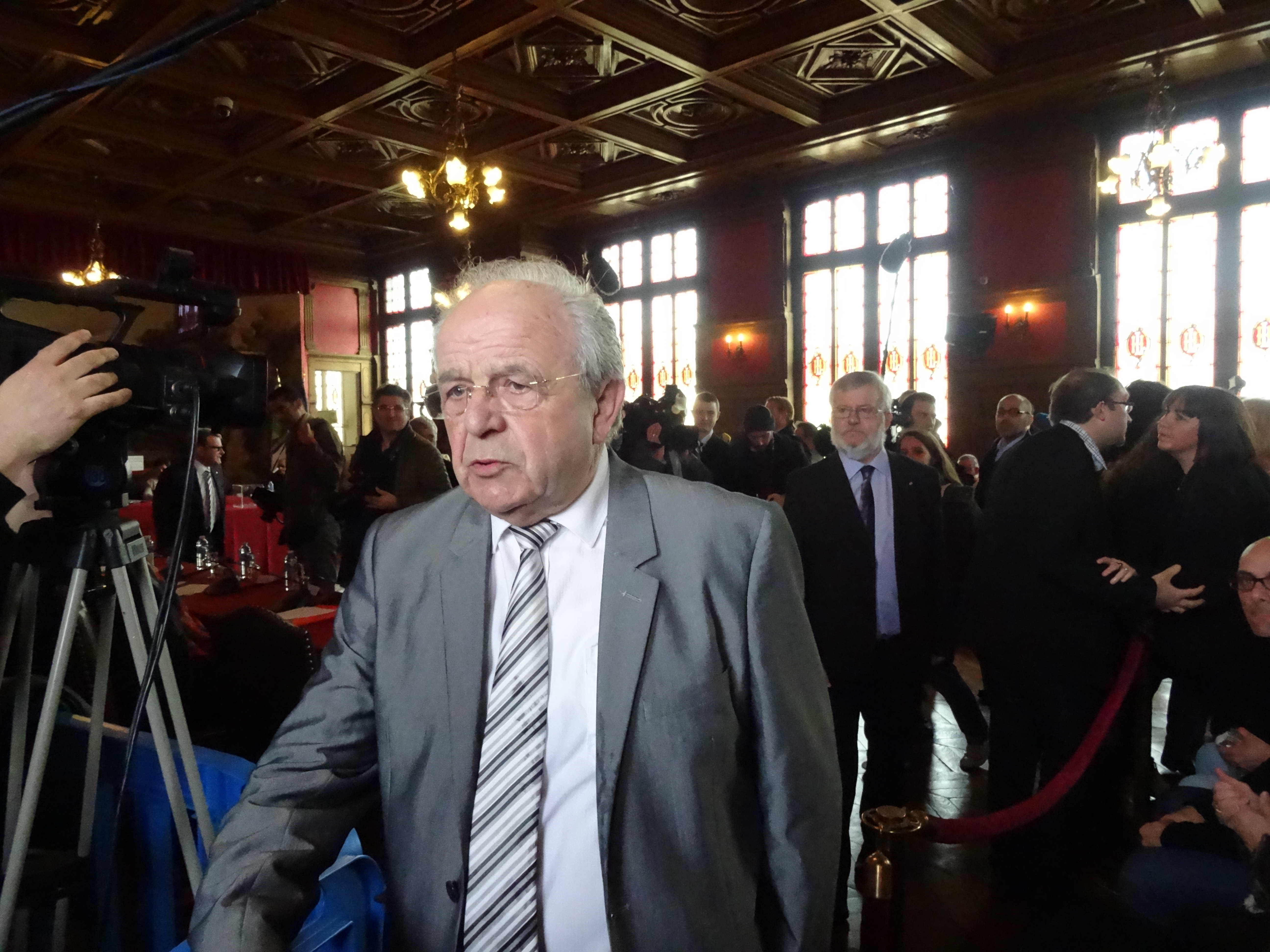
Le maire sortant Eugène Binaisse est soutenu par le Parti socialiste.

La liste menée par le maire sortant Eugène Binaisse est soutenue par le parti socialiste (PS), Europe Écologie Les Verts (EELV), le parti radical de gauche (PRG) et le parti communiste français (PCF). La numéro deux de la liste est Marine Tondelier, soutenue par EELV.
Le candidat Front de gauche (FdG), David Noël, a rejoint la liste d'Eugène Binaisse quelques jours avant la clôture des listes.
Manuel Valls, ministre de l'intérieur et Emmanuelle Cosse, secrétaire nationale d'EELV viennent tour à tour, respectivement le 26 janvier lors des vœux du maire et le 14 mars 2014 soutenir le maire sortant,.

### Divers gauche
Gérard Dalongeville, maire de la commune de 2001 à 2009, annonce sa candidature à la mairie d'Hénin-Beaumont pour les élections municipales de 2014.
L'homme est en froid avec son ancien parti, le parti socialiste, depuis son éviction à cause de sa condamnation. Il explique dans son ouvrage Rose Mafia « avoir menti pour son parti ».

### Mouvement républicain et citoyen
Le premier adjoint d'Eugène Binaisse, Georges Bouquillon, se présente aux élections sous l'étiquette Mouvement républicain et citoyen (MRC).

### Union pour un mouvement populaire
La fédération de l'union pour un mouvement populaire (UMP) voulait que Nesredine Ramdani, le candidat UMP lors des élections municipales partielles de 2009, conduise une liste UMP. Celui-ci a refusé invoquant l'abstention, le Front national et les résultats précédents.
L'homme préfère s'allier avec Jean-Marc Legrand, un ancien adjoint à Gérard Dalongeville. Ils seront rejoints par d'autres membres de UMP et de l'Union des démocrates et indépendants (UDI).

### Non déclaré
« Face au danger du Front national », le candidat DVG, anciennement PS, Pierre Ferrari se retire dès février 2014 de la course à la mairie.

## Résultat

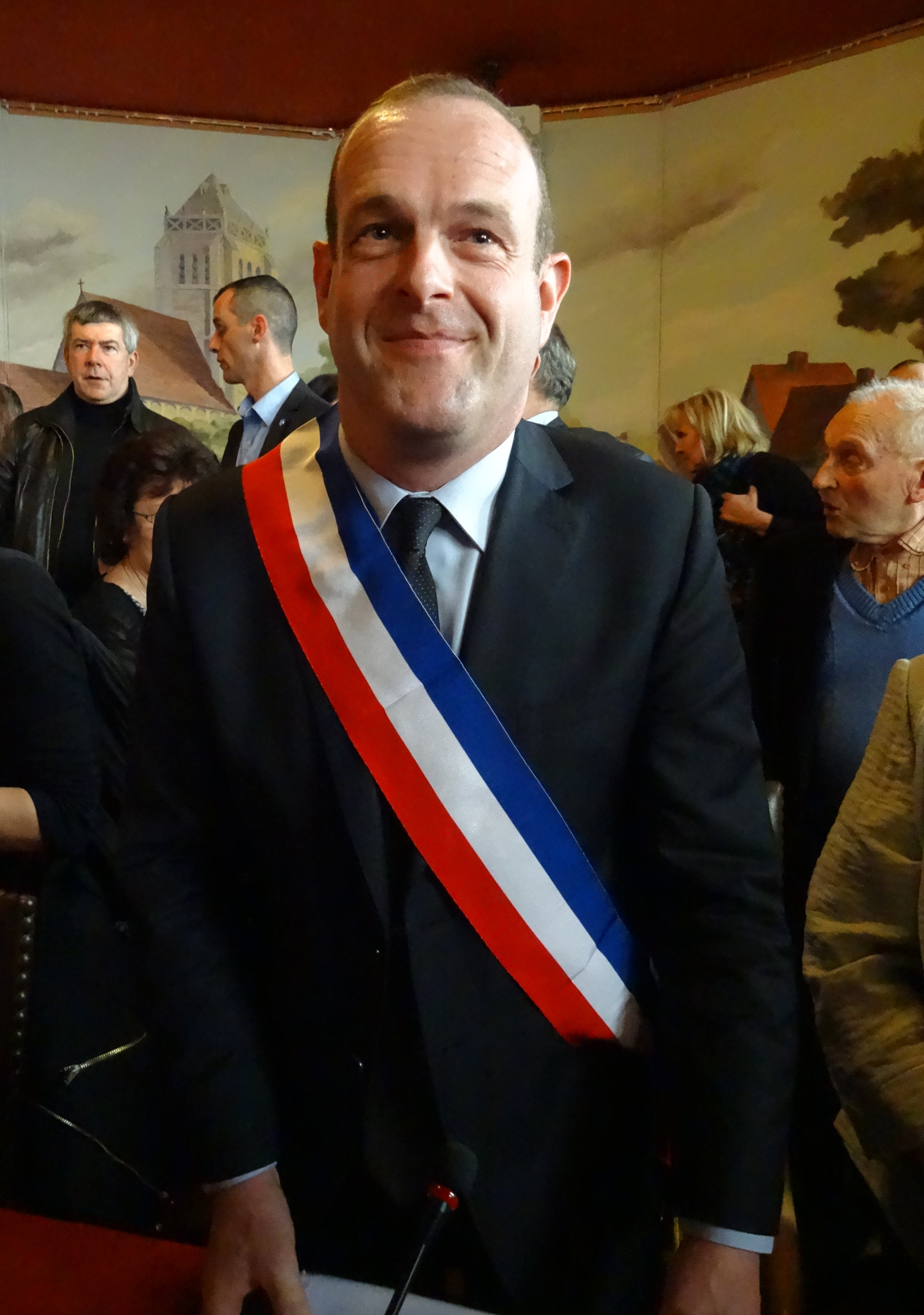
À la suite de l'élection et du premier conseil municipal, Steeve Briois obtient l'écharpe de maire.

|                                         | Steeve Briois       | FN             | 6 006  | 50,25  | 28 | 9 |  |  |
| Liste Hénin-Beaumont, c'est vous !      |                     |                | 6 006  | 50,25  | 28 | 9 |  |  |
|                                         | Eugène Binaisse *   | PS-PCF-EELV    | 3 829  | 32,04  | 6  | 2 |  |  |
| Liste Agissons unis pour Hénin-Beaumont |                     |                | 3 829  | 32,04  | 6  | 2 |  |  |
|                                         | Gérard Dalongeville | DVG            | 1 167  | 9,76   | 1  |   |  |  |
| Liste À vos côtés pour Hénin-Beaumont   |                     |                | 1 167  | 9,76   | 1  |   |  |  |
|                                         | Georges Bouquillon  | MRC            | 484    | 4,05   |    |   |  |  |
| Liste Hénin-Beaumont Passion            |                     |                | 484    | 4,05   |    |   |  |  |
|                                         | Jean-Marc Legrand   | UMP            | 464    | 3,88   |    |   |  |  |
| Liste Tous ensemble pour Hénin-Beaumont |                     |                | 464    | 3,88   |    |   |  |  |
|                                         |                     |                |        |        |    |   |  |  |
| Inscrits                                | Inscrits            | Inscrits       | 19 048 | 100,00 |    |   |  |  |
| Abstentions                             | Abstentions         | Abstentions    | 6 744  | 35,41  |    |   |  |  |
| Votants                                 | Votants             | Votants        | 12 304 | 64,59  |    |   |  |  |
| Blancs et nuls                          | Blancs et nuls      | Blancs et nuls | 354    | 2,88   |    |   |  |  |
| Exprimés                                | Exprimés            | Exprimés       | 11 950 | 97,12  |    |   |  |  |
| * Liste du maire sortant                |                     |                |        |        |    |   |  |  |

## Investiture

### Mandat communal et communautaire

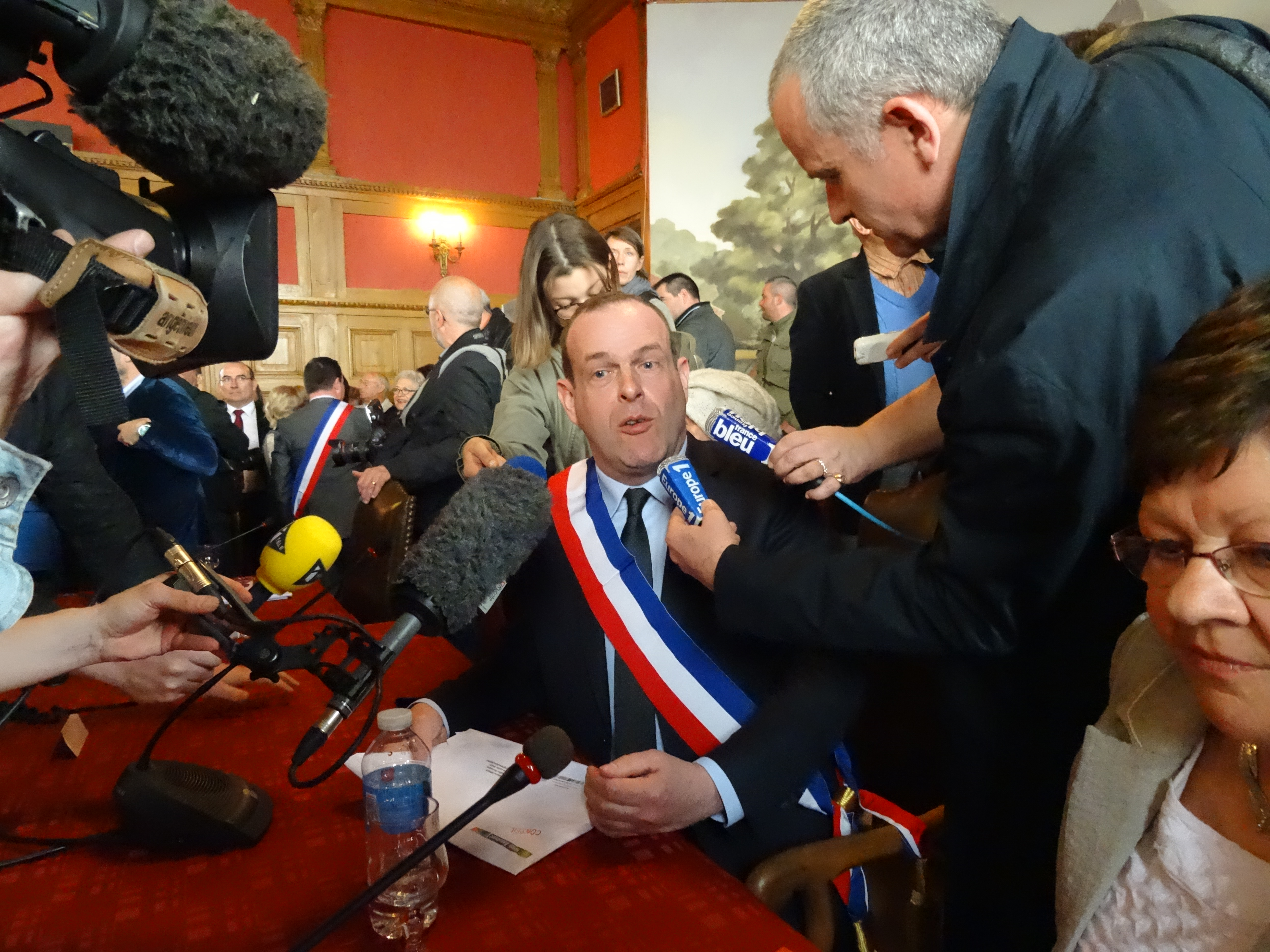
L'élection est suivie par les médias. Sur cette image, il y a un journaliste d'Europe 1, de France Bleu et d'i>Télé.

À la suite de l'élection, le premier conseil communal a lieu avec la nouvelle équipe. Pour le mandat communal, le FN remporte 28 sièges, la liste d'Eugène Binaisse six, dont deux pour le PS, un pour EELV et un pour PCF. La liste DVG tenue par Gérard Dalongeville n'obtient qu'un seul siège. Plusieurs associations, pour la plupart venues de Paris ont manifesté.
Steeve Briois est élu maire de la commune à l'unanimité, l'opposition ayant refusé de prendre part au vote. L'ancien maire Gérard Dalongeville, pourtant ayant un siège, n'est pas venu assister à la cérémonie. L'élection du maire est suivie par les médias français.
Pour le mandat communautaire, Hénin-Beaumont a onze sièges à se répartir pour la communauté d'agglomération d'Hénin-Carvin. Le FN a remporté neuf fauteuils, tandis que le PS en a deux pour le binôme Binaisse-Tondelier. Au total sur les 61 élus, 26 sont du PS, treize du FN, neuf du PCF. Les autres sont sans étiquette ou d'autres groupes politiques. Le président de la communauté d'agglomération est attribuée au socialiste Jean-Pierre Corbisez, maire d'Oignies. L'homme conserve son fauteuil avec 33 voix sur 59, contre 13 pour Steeve Briois et autant pour le maire de Rouvroy, Jean Haya. La première vice-présidence revient au député-maire de Carvin, Philippe Kemel avec 42 voix, contre 14 pour Steeve Briois.

### Nationalement
Hénin-Beaumont est la première commune à avoir élu un maire du FN dès le premier tour.

### Ralliement de l'élu DVG
Unique élu de sa liste DVG, l'ancien maire socialiste Gérard Dalongeville a démissionné le 15 novembre 2014 et laissé son siège à Clément Golka. Celui-ci a créé une vive surprise en annonçant deux semaines plus tard son ralliement à la majorité municipale, en déclarant : « J’ai découvert que le FN gérait bien la ville. Sans parler politique, ils ont de bonnes idées. » Il siège depuis comme apparenté FN.

## Sondage

### Premier tour
|       |                           |     |      |      |     |     |     |     |     |
| CSA   | 13 et 14 janvier 2014     | 502 | 36 % | 34 % | 6 % | 2 % | 8 % | 7 % | 7 % |
| Ifop  | 13, 14 et 15 février 2014 | 502 | 44 % | 35 % | 8 % | 2 % | 6 % | 5 % | -   |
| Ipsos | 17 et 18 mars 2014        | 502 | 45 % | 34 % | 9 % | 6 % | 6 % | -   | -   |

### Second tour
Même si le second tour n'a pas eu lieu, certaines entreprises de sondages avaient fait des sondages d'intention de vote.

#### Duel
|       |                           |     |        |        |
| CSA   | 13 et 14 janvier 2014     | 502 | 46 %   | 54 %   |
| Ifop  | 13, 14 et 15 février 2014 | 502 | 50,5 % | 49,5 % |
| Ipsos | 17 et 18 mars 2014        | 502 | 52 %   | 48 %   |

#### Triangulaire
|       |                    |     |      |      |     |
| Ipsos | 17 et 18 mars 2014 | 502 | 49 % | 42 % | 9 % |